# Heterometrus madraspatensis
Heterometrus madraspatensis ist ein indischer Skorpion der Familie Scorpionidae.

## Beschreibung
Heterometrus madraspatensis ist ein mit 70 bis 100 Millimeter Körperlänge im Vergleich zu anderen Skorpionen der Gattung Heterometrus eher kleiner Skorpion mit rötlich-brauner bis schwarzer Grundfarbe. Die Beine und das Telson sind gelb bis gelblich oder rötlich braun, und stets heller als der Körper. Der Carapax ist bei adulten männlichen Skorpionen und bei manchen weiblichen Tieren auf der ganzen Oberfläche spärlich mit Granulen besetzt. Bei Jungtieren und den meisten weiblichen Skorpionen ist er überwiegend glatt und hat nur an den Rändern wenige Granulen. Die Kämme des Kammorgans haben bei beiden Geschlechtern 12 bis 18 Zähne. Die Chelae der Pedipalpen sind lappenförmig und bei den männlichen Tieren schmaler, mit einem Verhältnis von Länge zu Breite von 2 bis 2,5 zu 1. Bei den weiblichen Tieren beträgt das Verhältnis etwa 1,7 bis 1,9 zu 1. Die Oberseiten der Chelae sind mit dichten runden Granulen bedeckt, die keine Kiele formen. Die Femora und die Patellen der Pedipalpen sind bei den männlichen langgestreckter als bei weiblichen Tieren. Das Telson ist behaart und seine Giftblase ist gleich lang oder länger als der Giftstachel.
Heterometrus madraspatensis ähnelt in seiner Morphologie der Art Heterometrus fulvipes. Die männlichen Exemplare der beiden Arten lassen sich durch die unterschiedlichen Formen der Chealae voneinander unterscheiden, bei weiblichen Exemplaren besteht diese Möglichkeit nicht.

## Verbreitung und Lebensraum
Als Terra typica von Heterometrus madraspatensis wurden in der Erstbeschreibung Madras (heute Chennai, im Bundesstaat Tamil Nadu, 13° 5′ N, 80° 17′ O), Cuddapah (heute Kadapa in Andhra Pradesh, 14° 28′ N, 78° 49′ O) und Secunderabad (im Bundesstaat Telangana, 17° 27′ N, 78° 30′ O) angegeben. Diese Fundorte liegen im Zentrum und im südlichen Teil Indiens.
Nach einer Revision der Gattung und Begutachtung des Typmaterials und weiterer Sammlungsexemplare gab Kovařík als Verbreitungsgebiet von Heterometrus madraspatensis nur noch die indischen Bundesstaaten Tamil Nadu und Andhra Pradesh an. Später wurde ein Fund im Bundesstaat Maharashtra bekannt.

## Systematik

### Erstbeschreibung
Die Erstbeschreibung erfolgte durch Reginald Innes Pocock im Jahr 1900 als Unterart von Heterometrus fulvipes.

### Typmaterial
Dem tschechischen Arachnologen František Kovařík lagen bei seiner Revision der Gattung Heterometrus im Jahr 2004 zwei männliche Exemplare vom Typenfundort vor, die er als Lectotyp und Paralectotypen festlegte. Diese Exemplare befinden sich in der Sammlung des Natural History Museum in London. Darüber hinaus untersuchte Kovařík einen männlichen Paratypen von Heterometrus granulomanus Couzijn, 1981 vor, der aus der Sammlung des Forschungsinstitut und Naturmuseum Senckenberg in Frankfurt am Main stammt.

### Etymologie
Der Artname ist von dem Eigennamen der Stadt Madras abgeleitet, in der sich einer der Typenfundorte befindet. Heute heißt die Stadt Chennai, sie ist die Hauptstadt des indischen Bundesstaats Tamil Nadu.

### Synonyme (chronologisch)
- Palamnaeus fulvipes madraspatensis Pocock, 1900: der Name wurde von Pocock in seiner Erstbeschreibung vergeben, die Gattung Palamnaeus war jedoch bereits 1879 von Ferdinand Karsch zum Synonym von Heterometrus erklärt worden.[3][7]
- Heterometrus (Chersonesometrus) fulvipes Couzijn, 1981 (teilweise): H. W. C. Couzijn beschrieb 1981 die Untergattung Chersonesometrus in die er auch Heterometrus fulvipes stellte. Die Unterart madraspatensis synonymisierte er dabei mit der Nominatform. Das begründete er damit, dass die einzigen Unterschiede beider Arten die Längen- und Breitenverhältnisse der männlichen Chelae darstellten, die sich jedoch innerhalb normaler Schwankungsbreiten befänden.[8]
- Heterometrus (Chersonesometrus) granulomanus Couzijn, 1981: diese neue Art wurde 1981 von H. W. C. Couzijn beschrieben. Sie wurde 2004 von Kovařík mit Heterometrus madraspatensis synonymisiert.[2][8][9]
- Heterometrus (Chersonesometrus) madraspatensis Tikader & Bastawade, 1983: die indischen Arachnologen B. K. Tikader und D. B. Bastawade verliehen Heterometrus madraspatensis in ihrer 1983 erschienenen Monografie über die Skorpione Indiens Artstatus. Dabei behielten sie die von Couzijn beschriebenen Untergattungen bei. Die Untergattung Chersonesometrus und alle anderen von Couzijn beschriebenen Untergattungen von Heterometrus wurden 2004 von František Kovařík in seiner Revision der Gattung Heterometrus aufgehoben.[10][11]